# Vinamilk
Vietnam Dairy Products Joint Stock Company (Vinamilk, en español: Sociedad Anónima de Productos Lácteos de Vietnam) es una empresa vietnamita de productos lácteos con sede en la ciudad de Ho Chi Minh.

## Historia
La compañía se estableció en 1976 como Southern Coffee-Dairy Company, de propiedad estatal, para nacionalizar y hacerse cargo de las operaciones de tres fábricas de lácteos previamente privadas en Vietnam del Sur: Thng Nhất (que pertenece a una empresa china), Trường Thườ (anteriormente propiedad de Friesland Foods, conocido por su producción de leche condensada que se distribuyó ampliamente en el sur) y Dielac (Nestlé). Pasó a llamarse United Enterprises of Milk Coffee Cookies and Candies en 1978. Se convirtió en Vietnam Dairy Company, formalmente establecida en 1993. En 2003, luego de su salida a bolsa en la Bolsa de Valores de Ho Chi Minh, la compañía cambió legalmente su nombre a Vietnam Dairy Products Joint Stock Company (Vinamilk). Las actividades principales de Vinamilk son producir y distribuir leche condensada, leche en polvo, leche fresca, leche de soja, yogures, helados, queso, jugo de frutas, café y otros productos derivados de la leche.

## Fábricas y filiales

### Fábricas
Vinamilk tiene fábricas en los siguientes lugares.
- Truong Tho Dairy Factory, Trường Thọ, Distrito Thủ Đức, Ciudad Ho Chi Minh
- Dielac Dairy Factory, Bình An, Ciudad Bien Hoa, Đồng Nai
- Thong Nhat Dairy Factory, Trường Thọ, Distrito Thủ Đức, Ciudad Ho Chi Minh
- Binh Dinh Dairy Factory, Qui Nhơn, Provincia de Bình Định
- Da Nang Dairy Factory, Hoa Khanh, Da Nang
- Nghe An Dairy Factory, Nghi Thu, Cửa Lò, Provincia de Nghệ An
- Sai Gon Dairy Factory, Hiệp Thành, Distrito 12, Ciudad Ho Chi Minh
- Can Tho Dairy Factory, Trà Nóc, Distrito Bình Thủy, Cần Thơ
- Tien Son Factory, Tiên Du, Bắc Ninh

### Filiales
Vinamilk tiene filiales en las siguientes ubicaciones.
Nacional
- Vietnam Dairy Factory, Provincia de Bình Dương
- Vietnam Powdered Milk Factory, Provincia de Bình Dương
- Lam Son Dairy Factory, Thanh Hóa, Provincia de Thanh Hóa
- Thong Nhat Thanh Hoa Dairy Cow Co., Ltd., Distrito Yên Định, Provincia de Thanh Hóa
- Vietnam Dairy Cow One-Member Co., Ltd., Distrito 7, Ciudad Ho Chi Minh

Exterior
- Angkor Dairy Products Co., Ltd, Phnom Penh, Camboya[4]
- Vinamilk Europe Sp.z O.O, Varsovia, Polonia
- Driftwood Dairy Holding Corporation, El Monte, California, EE. UU.[5]

## Marcas mayores
- Vinamilk
- Dielac
- Vfresh (jugo y leche de soja)
- Angkormilk